# メデトベク・ケリムクロフ
メデトベク・ケリムクロフ（1949年1月28日 - ）は、キルギス共和国の政治家。第一副首相、産業・貿易・観光相等を務めた。

## ソ連時代
チュイ州イスィク・アチンスキー地区ケン・ブルニ村出身。1966年 ~ 1967年、イスィク・アチンスキー地区のディミトロフ名称ソフホーズで働く。1972年、建設技師専攻でフルンゼ工科大学建築・建設学部を卒業。
- 1972年 ~ 1974年 - キルギス・ソビエト社会主義共和国農業建設省のジェチ・オグズ移動機械化縦隊の職長、監督
- 1974年 ~ 1975年 - トラスト「トクマクストロイ」中央建設研究所の先任技師
- 1975年 ~ 1982年 - 「トクマクストロイ」の監督、主任技師、局長
- 1982年 ~ 1984年 - キルギス共産党トクマク市委員会産業課主任
- 1984年 ~ 1985年 - チュイ地区人民代議員会議副議長
- 1985年 ~ 1990年 - 「トクマクストロイ」管理官
- 1990年 ~ 1991年 - トクマク市執行委員会第一副議長
- 1991年2月 ~ 5月 - トクマク市会議副議長
- 1991年 ~ 1992年 - トクマク市会議議長

## キルギス時代
- 1992年 ~ 1994年 - トクマク市国家行政府長官（市長）
- 1994年 ~ 1995年3月 - オシ市国家行政府長官
- 1995年3月 ~ 1999年4月 - ビシュケク市第一副市長
- 1999年4月 ~ 7月 - ビシュケク市市長代行
- 1999年7月12日 ~ 2005年 - ビシュケク市市長

2005年4月20日 ~ 10月4日の間と2005年11月10日から第一副首相代行。2005年12月2日 ~ 2006年5月10日、第一副首相。2006年5月10日 ~ 2006年6月26日、産業・貿易・観光相代行。2006年6月26日 ~ 2007年2月8日、産業・貿易・観光相。

## パーソナル
妻帯、2児を有する。
キルギス共和国功労建築士。三等「マナス」勲章、キルギス共和国最高会議名誉賞状を授与された。